# Costa Victoria
O Costa Victoria é um navio de cruzeiros pertencente à Costa Crociere S.p.A., a maior companhia de cruzeiros da Europa. Desde meados de 2012, navega exclusivamente na Ásia, com roteiros a partir de Singapura, China e Japão. 

## Construção
Construído em 1996 na Alemanha pelo estaleiro Bremer Vulkan. Passou por uma grande reforma em 2004 quando foram acrescidos 246 balcões as cabines dos decks 9, 10 e 11. Já em 2013 passou por uma segunda reforma substancial sendo adaptado ao mercado chinês, onde agora opera .
O estaleiro Bremer Vulkan tinha recebeido também a encomenda para o "Costa Olympia", um gêmeo do Victoria. O estaleiro, no entanto, ficou insolvente na época da construção e o casco foi adquirido pela armadora norte-americana Norwegian Cruise Line (NCL), que alterou drasticamente o projeto, e concluiu a construção do navio agora chamado Norwegian Sky em outro estaleiro alemão, o Lloyd Werft. Mais tarde a NCL encomendou outro navio semelhante ao Victoria, um gêmeo do Sky, nomeado Norwegian Sun. 

## Origem do nome
O Costa Victoria reverencia as grandes operas líricas da música clássica, dando seus nomes aos decks da embarcação; Nabucco e la Traviata de Verdi; La Tosca e La Bohème de Puccini, são as homenageadas.